# Cerros de la Calera
Cerros de la Calera é uma localidade uruguaia do departamento de Rivera, na zona centro-sul do departamento, próxima ao Bañado de los Gómez. Está situada a 23 km da cidade de Rivera, capital do departamento.

## Toponímia
O nome da localidade vêm dos Cerros de la Calera

## População
Segundo o censo de 2011 a localidade contava com uma população de 88 habitantes.
| Variação demográfica do município entre 2004 e 2011 |
|                                                     |

## Geografia
Cerros de la Calera se situa próxima das seguintes localidades: ao noroeste, Tranqueras, a oeste, Minas de Corrales, a leste Paso Ataques e a sudeste, Cerro Pelado.

## Autoridades
A localidade é subordinada diretamente ao departamento de Rivera, não sendo parte de nenhum município riverense.

## Religião
A localidade possui uma capela "La Imaculada", subordinada à paróquia "São João Bosco" (cidade de Minas de Corrales), pertencente à Diocese de Tacuarembó

## Transporte
O município possui as seguintes rodovias:
- Ruta 28, que liga Paso Ataques ao cruzamento com a Ruta 44 (fronteira com o  departamento de Tacuarembó).

<ref>https://web.archive.org/web/20131114025108/http://www.ine.gub.uy/mapas/censos2011/para%20colgar%20en%20web/pdf/13_UYRV/Localidades/A3H_13931%20Cerros%20de%20la%20Calera.pdf/ref>